# 李碩薰
李碩薰（韓語：이석훈，1984年2月21日—），韓國男歌手，男子抒情組合 SG Wannabe成員。2017年擔任PRODUCE 101 第二季的主唱導師。同年6月15日，事隔6年推出個人第三張迷你專輯《you & yours》，參與了專輯的大部分詞曲創作。2019年1月2日，以個人身份與C9娛樂簽訂個人專屬合約。同年擔任PRODUCE X 101的主唱導師，2023年擔BOYS PLANET的主唱導師。

## 音樂作品

### 個人專輯
| 專輯                                              | 專輯信息 | 歌曲列表 |
| 問候（인사）（迷你一輯）                          | - 發行日期：2010年4月22日 - 發行公司：Kakao M - 企劃公司：IS Enter Media Group                                   | 歌曲列表 1. 안녕...열렬한 사랑이여 再見...我灼熱的愛情 2. 정거장 停車場 3. 감사 (Feat. 소향) 感謝 4. 그대를 사랑하는 10가지 이유 愛你的十個理由 5. 하고 싶은 말 想說的話 |
| 別樣的再見（다른안녕）（迷你二輯）                | - 發行日期：2012年10月4日 - 發行公司：Genie Music, Stone Music Entertainment - 企劃公司：Jellyfish Entertainment | 歌曲列表 1. 다른 안녕 別樣的再見 2. 좋으니까 因為喜歡 3. 고마울뿐야 只有感謝 4. 가을이 지나간다 秋季離去 5. 당신의 자리 你的位置 |
| 不是朋友而是男人（친구 아닌 남자로） （特別專輯） | - 發行日期：2013年1月18日 - 發行公司：Genie Music, Stone Music Entertainment - 企劃公司：Jellyfish Entertainment | 歌曲列表 1. 친구 아닌 남자로 不是朋友而是男人 2. 그대가 그대가 你啊 你啊 3. 다른 안녕 別樣的再見 4. 좋으니까 因為喜歡 5. 고마울뿐야 只有感謝 6. 가을이 지나간다 秋季離去 7. 당신의 자리 你的位置 8. 연애의 시작 戀愛的開始 9. 사랑하면 안돼요 (드라마 보고싶다 OST) 不能相愛 10. 친구 아닌 남자로 (Inst.) 11. 좋으니까 (Inst.) 12. 당신의 자리 (Inst.) |
| you & yours (迷你三輯)                            | - 發行日期：2017年6月15日 - 發行公司：Genie Music - 企劃公司：Stone Music Entertainment, B2M Entertainment       | 歌曲列表 1. She 2. 욕심 貪心 3. 여행 Travel 4. 내게 머물러요 (Duet. 박새별) 留在我身邊 5. She (Inst.) 6. 욕심 (Inst.) |

### 個人單曲
| 單曲                                                                | 單曲信息 | 歌曲列表 |
| 笑著說再見 （웃으며 안녕） （SG Wannabe ＆ 숙희）                   | - 發行日期：2009年2月5日 - 發行公司：Kakao M - 企劃公司: Nextar Entertainment                                    | 歌曲列表 1. 笑著說再見 （웃으며 안녕） 2. 天上女子 （천상 여자 (Feat. PK 헤만)）[숙희] 3. 웃으며 안녕 (Inst.) 4. 천상 여자 (Inst.)                                |
| 今天比昨天更好吧 （오늘은 어제보다 괜찮았지）（數位單曲）           | - 發行日期：2013年5月24日 - 發行公司：Genie Music, Stone Music Entertainmnet - 企劃公司: Jellyfish Entertainment | 歌曲列表 1. 今天比昨天更好吧（오늘은 어제보다 괜찮았지） |
| 戀愛的開始 （연애의 시작）（Y.BIRD From Jellyfish With 이석훈）     | - 發行日期：2012年6月14日 - 發行公司：CJ E&M - 企劃公司: Jellyfish Entertainment                                 | 歌曲列表 1. 戀愛的開始 （연애의 시작） 2. 연애의 시작 (Inst.) |
| 原來是你（너였구나）（數位單曲）                                    | - 發行日期：2018年12月19日 - 發行公司：Kakao M - 企劃公司: JW                                                    | 歌曲列表 1. 原來是你（너였구나） |
| 不要愛上我 ( 사랑하지 말아요) (Prod. Rocoberry)                     | - 發行日期：2019年1月24日 - 發行公司：Kakao M - 企劃公司: Hayandal Entertainment                                 | 歌曲列表 1. 不要愛上我（사랑하지 말아요）(Prod. Rocoberry) 2. 不要愛上我 （사랑하지 말아요） (Inst.)                                                              |
| 完美的日子 (완벽한 날)                                              | - 發行日期: 2019年4月2日 - 發行公司: KaKao M - 企劃公司: C9 ENTERTAINMENT                                        | 歌曲列表 1. 完美的日子（완벽한 날） 2. 完美的日子 （완벽한 날） (Inst.)                                                                                           |
| 不要忘記 我們曾經相愛的回憶 (우리 사랑했던 추억을 아직 잊지 말아요) | - 發行日期: 2019年10月24日 - 發行公司: KaKao M - 企劃公司: C9 ENTERTAINMENT                                      | 歌曲列表 1. 不要忘記 我們曾經相愛的回憶（우리 사랑했던 추억을 아직 잊지 말아요） 2. 不要忘記 我們曾經相愛的回憶 （우리 사랑했던 추억을 아직 잊지 말아요） (Inst.) |

### 其他歌曲
| 發佈日期      | 專輯名稱                             | 歌曲名稱                                                          | 備註      |
| 2009年7月23日 | MC夢 五輯《Humanimal》               | 蝴蝶效應（나비효과） (SG Wannabe 全員參與Featuring)               | Featuring |
| 2009年10月7日 | July Project 《Bridge》              | 秘訣（비결） 分享的美學（나눔의 미학）                            | Featuring |
| 2009年12月7日 | 單曲《我愛你》（사랑합니다）         | 我愛你（사랑합니다） (與 SG Wannabe 金勇俊, V.O.S 金慶祿 崔賢俊)  | 單曲      |
| 2011年6月27日 | 閔庚勛二輯《郊遊》                   | 我怎麼辦（어떡하죠 난）                                           | Featuring |
| 2012年12月6日 | Jelly Christmas 2012 HEART PROJECT   | 因為是聖誕節（크리스마스니까） (與成始璄、朴孝信、徐仁國、VIXX)   | 單曲      |
| 2013年4月15日 | 黃聖才Project Super Hero 1st Line Up | 戀人（연인）                                                      | 單曲      |
| 2016年7月12日 | Merry Summer                         | 我們的夜晚比你的白天更美麗 （우리의 밤은 당신의 낮보다 아름답다） | 單曲      |

### OST
| 發佈日期       | 專輯名稱                                     | 歌曲名稱                                      | 備註                   |
| 2006年11月8日  | SBS《戀人》OST                               | 謊言（거짓말）                                |                        |
| 2009年11月24日 | Telecinema Project Vol.4 -樂園               | 想念你的容顏（그리운 얼굴）                   |                        |
| 2011年4月20日  | KBS《荊棘鳥》OST                             | 我們到此為止吧（우리 여기까지 하자）          | Duet. With Beige       |
| 2011年6月20日  | 電影《哭泣的拳頭》OST                        | 告白（고백）                                  |                        |
| 2012年12月12日 | MBC《想你》 OST Part.4                       | 不能相愛（사랑하면 안돼요）                   |                        |
| 2016年6月7日   | tvN《又，吳海英》OST Part.6                  | I`ll Be There                                 |                        |
| 2017年1月3日   | SBS 《浪漫醫生金師傅》OST Part.5             | 今天比昨天更好吧 （오늘은 어제보다 괜찮았지） |                        |
| 2017年11月4日  | KBS 《告白夫婦》OST Part.5                   | 名為我們的世界（우리라는 세상）               |                        |
| 2018年1月6日   | MBC 《金錢之花》OST Part.3                   | Healing                                       | Feat. Bubble Dia       |
| 2018年3月6日   | KBS 《Radio Romance》OST Part.5              | Story                                         |                        |
| 2018年6月12日  | MBC 《檢法男女》OST Part.4                   | 沒關係（괜찮아）                              |                        |
| 2019年2月14日  | Oksusu Original 《討厭你！茱麗葉》OST Part.1 | 很奇怪 (이상해)                               | Apink BnN Feat. 李碩薰 |
| 2019年7月16日  | MBC 《檢法男女2》OST Part.4                  | 那理由 (그 이유)                              |                        |
| 2019年8月21日  | MBC 《新入史官丘海昤》OST Part.3             | 趕快來 (어서와)                               |                        |
| 2020年2月27日  | KBS 《Forest》OST Part.3                     | 首爾這地方 (서울 이곳은)                      |                        |

### 節目音源
| 發佈日期      | 專輯名稱                            | 歌曲名稱                                                                                 |
| 2015年1月31日 | 不朽的名曲:傳說在歌唱 (李章熙二篇)  | 我要全部獻給你（나 그대에게 모두 드리리）                                                |
| 2015年9月27日 | 蒙面歌王 26集                       | 我只是站在比你高的地方（나보다 조금 더 높은 곳에 니가 있을 뿐） 在記憶之中（기억속으로） |
| 2016年4月20日 | Two Yoo Project - Sugar Man Part.27 | 蝴蝶墳墓（나비무덤）                                                                     |
| 2016年5月20日 | 二重唱歌謠祭 7集                    | 向著你（내게로）（With 이소리）                                                          |
| 2017年3月18日 | 不朽的名曲:傳說在歌唱 (尹鍾信篇)    | Annie                                                                                    |
| 2017年6月18日 | Fantastic Duo 2 Part.5              | 離別出租車（이별택시）(With 金煙雨)                                                      |
| 2020年3月14日 | 不朽的名曲:傳說在歌唱 (申昇勳篇)    | I Believe                                                                                |

## 詞曲作品

### 韓國音樂著作權協會
| 姓名   | 登記名字       | 編號                            | 登記著作    |
| 李碩薰 | 이석훈(李碩薰) | W1079100 （页面存档备份，存于） | [ 1 ] [ 2 ] |

### 詞曲作品
| 發佈日期       | 演唱歌手   | 專輯名稱                     | 歌曲名稱                     | 參與部分                                                          |
| 2010年4月22日  | 李碩薰     | 《問候》                     | 想說的話 (하고싶은말)        | 作詞 (與安英民)                                                   |
| 2012年10月4日  | 李碩薰     | 《別樣的再見》               | 你的位置 (당신의자리)        | 作曲 (與黃聖才) 作詞 (與安英民)                                   |
| 2015年8月19日  | SG Wannabe | 《The Voice》                | 那時（그때）                 | 作曲 (與朴德尚) 作詞                                              |
| 2016年11月19日 | SG Wannabe | 《Our Days》                 | I'm Missing You (아임미싱유) | 作詞(SG Wannabe共同作詞)                                          |
| 2016年11月19日 | SG Wannabe | 《Our Days》                 | 習慣一樣 (습관처럼)          | 作曲 (與金鎮浩) 作詞(SG Wannabe共同作詞) 編曲 (與 Captain Planet) |
| 2016年11月19日 | SG Wannabe | 《Our Days》                 | 離開我 (나를떠나요)          | 作詞作曲                                                          |
| 2016年11月19日 | SG Wannabe | 《Our Days》                 | 誕生 (탄생)                  | 作曲 (與金鎮浩)                                                   |
| 2017年6月15日  | 李碩薰     | 《You & Yours》              | 貪心 (욕심)                  | 作曲 (與Captain Planet) 作詞                                      |
| 2017年6月15日  | 李碩薰     | 《You & Yours》              | 旅行 (여행)                  | 作曲 (與Captain Planet) 作詞 (與 Rocoberry Conan)                 |
| 2017年6月15日  | 李碩薰     | 《You & Yours》              | She                          | 作曲作詞 (與Rocoberry)                                            |
| 2018年9月6日   | SG Wannabe | 《見面吧》                   | 我們的歌曲 (우리의노래)      | 作曲 (與Captain Planet)                                           |
| 2018年12月19日 | 李碩薰     | 《原來是你》                 | 原來是你 (너였구나)          | 作曲 (與Captain Planet) 作詞                                      |
| 2019年2月14日  | Apink BnN  | 《討厭你！茱麗葉》OST Part.1 | 很奇怪 (이상해)              | 作曲 (與Captain Planet)                                           |

## 綜藝節目

### 2009年-2010年
| 年份 | 日期                       | 電視台 | 節目名稱                                | 集數      | 備註                                               |
| 2009 | 8月22日至10月24日          | MBC    | 《我們結婚了》第二季                    |           |                                                    |
| 2009 | 9月26日至10月3日           | KBS    | 《Human Network Super Junior的Miracle》 | EP4-EP5   | 嘉賓 (SG Wannabe 全員出演)                         |
| 2009 | 10月24日至10月31日         | KBS    | 《Human Network Super Junior的Miracle》 | EP8-EP9   | 嘉賓 (With SG Wannabe 金勇俊)                      |
| 2009 | 11月6日                    | KBS    | 《柳熙烈的寫生簿》                      |           | 特別出演舞台《蝴蝶效應》 (與 MC夢)                 |
| 2010 | 3月13日、7月31日、11月13日 | KBS    | 《明星金鐘》                            |           | 嘉賓出演                                           |
| 2010 | 3月22日                    | KBS    | 《美女的嘮叨》                          |           | 嘉賓出演                                           |
| 2010 | 4月24日、7月10日、12月4日  | KBS    | 《改變世界的問答》                      |           | 嘉賓出演                                           |
| 2010 | 6月15日                    | KBS    | 《柳熙烈的寫生簿》                      |           | 個人專輯《問候》宣傳；演唱歌曲《停車場》及《好人》 |
| 2010 | 6月30日                    | Mnet   | 《The Pub》                             | EP48      | 演唱歌曲《老歌》                                   |
| 2010 | 7月4日                     | MBC    | 《幻想的同桌》                          |           | 嘉賓出演                                           |
| 2010 | 7月18日                    | MBC    | 《熱血兄弟》                            | EP10      | 嘉賓出演                                           |
| 2010 | 8月13日                    | KBS    | 《青春不敗》                            | EP41      | 嘉賓出演                                           |
| 2010 | 12月4日、12月18日          | KBS    | 《百分滿分》                            | EP02 EP04 | 多期固定嘉賓                                       |

### 2011年
| 日期                                                                     | 電視台 | 節目名稱                  | 集數                       | 備註            |
| 1月1日、1月8日、1月15日 1月22日、1月29日 2月12日、2月19日                | KBS    | 《百分滿分》              | EP06-EP10 EP12-13          | 多期固定嘉賓    |
| 2月2日                                                                   | MBC    | 《愛情Studio》            |                            | MBC新春特別節目 |
| 2月4日                                                                   | KBS    | 《藝人福不福馬拉松大會》  |                            | KBS新春特別節目 |
| 2月22日                                                                  | KBS    | 《1 vs 100》              |                            |                 |
| 4月18日                                                                  | SBS    | 《每天每夜》              | EP23                       | 嘉賓出演        |
| 7月11至12月29日                                                          | Mnet   | Wide 演藝新聞             |                            | 固定MC          |
| 10月7日、10月14日 10月21日、10月28日                                     | KBS    | 《柳熙烈的寫生簿》        | EP116-119                  | The觸摸 MC      |
| 7月23日、9月17日、9月24日 11月26日、12月3日、12月10日 12月17日、12月31日 | KBS    | 《不朽的名曲:傳說在歌唱》 | EP8 EP16-EP17 EP26-29 EP31 | 多期固定出演    |

### 2012年
| 日期                         | 電視台    | 節目名稱                       | 集數      | 備註                                                            |
| 1月7日、1月14日、1月21日     | KBS       | 《不朽的名曲:傳說在歌唱》      | EP32-EP34 | 多期固定出演                                                    |
| 1月20日                      | JTBC      | 《偶像時事會》                 | EP06      | 嘉賓出演                                                        |
| 5月21日                      | KBS       | 《來玩吧》                     | EP389     | 相親特輯                                                        |
| 6月2日至7月7日               | MBC Music | 《Be My Singer 作曲王》        |           | 固定MC                                                          |
| 10月10日                     | YTN       | 《News 12 - Issue and People》 |           | 新聞採訪                                                        |
| 10月12日                     | KBS       | 《柳熙烈的寫生簿》             | EP161     | 個人專輯《別樣的再見》宣傳； 演唱歌曲《因為喜歡》及《言之命至》 |
| 11月5日                      | KBS       | 《大國民脫口秀你好》           | EP97      | 嘉賓出演 (與 K.will 尹健)                                       |
| 11月10日                     | Mnet      | 《尹道賢的MUST》               |           | 嘉賓出演 (與 JK金東旭 尹健)                                     |
| 11月16日、12月18日、12月23日 | JTBC      | 《醫生的勝負》                 |           | 嘉賓出演                                                        |
| 12月12日                     | Mnet      | 《Music Triangle》             | EP145     | 提前聖誕特輯 演唱歌曲크리스마스잖아요                           |

### 2015年 - 2016年
| 年份 | 日期                                                | 電視台   | 節目名稱                         | 集數              | 備註                                                                             |
| 2015 | 1月24日、1月31日                                    | KBS      | 《不朽的名曲:傳說在歌唱》        | EP183-EP184       | 李章熙篇                                                                         |
| 2015 | 9月7日                                              | KBS      | 《大國民脫口秀你好》             | EP241             | With SG Wannabe 金勇俊                                                           |
| 2015 | 9月11日                                             | JTBC     | 《魔女狩猎》                     | E109              | With SG Wannabe 金勇俊                                                           |
| 2015 | 9月20日、9月27日                                    | MBC      | 《蒙面歌王》                     | EP25-E26          | 十五呀明亮圓月 演唱歌曲： 《我也會去》 《我只是站在比你高的地方》 《在記憶之中》 |
| 2015 | 10月10日                                            | JTBC     | 《Hidden Singer》第四季 金鎮浩篇 | EP02              | SG Wannabe 全員出演                                                              |
| 2016 | 4月19日                                             | JTBC     | 《Two Yoo Project - Sugar Man》  | EP27              | 與 Brown Eyed Soul 鄭燁 演唱《相愛吧》及《蝴蝶墳墓》                             |
| 2016 | 5月20日、5月27日                                    | MBC      | 《二重唱歌謠祭》                 | EP7-EP8           | 與이소리 演唱 《向著我》及《車站》 第7集選為想再次看到的二重唱                   |
| 2016 | 5月25日、6月1日 6月8日、6月15日                     | Olive TV | 《One Night Food Trip》          | EP9-EP12          | 旅行地 马来西亚                                                                  |
| 2016 | 9月2日、9月9日、9月23日 9月30日、10月14日、10月28日 | MBC      | 《二重唱歌謠祭》                 | E20-EP21 E23-EP26 | 與金昌秀                                                                         |
| 2016 | 10月27日                                            | MBC      | 《未來日記》                     | EP04              | 與太太 崔善雅                                                                    |

### 2017年
| 日期                       | 電視台 | 節目名稱                  | 集數        | 備註                                                                                              |
| 3月18日                    | KBS    | 《不朽的名曲:傳說在歌唱》 | EP295       | 尹鍾信篇 演唱歌曲《Annie》                                                                        |
| 4月7日－6月16日            | Mnet   | 《Produce 101 S2》        | EP01-EP11   | 主唱導師 第五、第十集沒出演                                                                       |
| 6月11日、6月18日           | SBS    | 《Fantastic Duo 2》       | E109        | 金煙雨篇                                                                                          |
| 6月14日                    | MBC    | 《Radio Star》            | EP531       | 演唱歌曲《和我結婚好嗎》                                                                          |
| 6月18日                    | KBS    | 《柳熙烈的寫生簿》        | E369        | 個人專輯《you & yours》宣傳； 演唱歌曲《愛你的十個理由》及《She》； 特別舞台《나야 나》           |
| 7月13日                    | tvN    | 《現場脫口秀Taxi》        | EP486       | 與Cheetah、申尤美 柳會勝、盧太鉉、柳善皓、李宇真、安炯燮 演唱歌曲《She》、特別舞台《나야 나》     |
| 7月16日                    | MBC    | 《世界所有放送》          |             | 與韓東根、Henry                                                                                   |
| 8月23日至2018年4月5日      | Melon  | 《榜單外一位》第一季      | 全15集      | 固定MC 與金興國、Oh My Girl 勝熙                                                                  |
| 10月12日至10月19日         | KBS    | 《Happy Together》        | EP520-E521  | 朝嘴社團-唱我的歌吧(4) 演唱歌曲《膽小鬼》、《나야 나》 《그대안의블루》(與Lyn) 《愛你的十個理由》 |
| 10月12日、11月9日 11月16日 | tvN    | 《奇怪的歌手》            | E14 E18-E19 | 第14集特別舞台《나야 나》 (與河鉉雨、Nu'est JR)                                                   |

### 2018年
| 日期                                     | 電視台    | 節目名稱             | 集數                 | 備註                                                                                       |
| 1月10日                                  | KBS       | 《英才發掘團》       |                      | 音樂劇《Kinky Boots》宣傳； 演唱音樂劇曲目《Soul Of Man》                                  |
| 1月25日至2月1日                          | KBS       | 《Happy Together》   | EP525-E526           | 朝嘴社團-唱我的歌吧 結尾歌手特輯 演唱歌曲《愛你的十個理由》 《有愛人了》、《因為是聖誕節》 |
| 2月21日                                  | ArirangTV | 《Showbiz Korea》    |                      | 訪問                                                                                       |
| 5月6日                                   | KBS       | 《超人回來了》       | E252                 | 與大發家一同出演 童謠比賽歌唱導師                                                          |
| 6月9日、7月28日 9月8日、9月15日 10月13日 | MBC       | 《意外的Q》          | EP6、E13 EP18-19 E23 | 四次出演                                                                                   |
| 6月15日                                  | Mnet      | 《Produce 48》       | EP 0                 | 與第二季參加者 鄭世雲、柳善皓、高田健太                                                    |
| 9月18日                                  | Melon     | 《榜單外一位》第二季 |                      | 與林寒星 演唱歌曲《那路上》、《見面吧》                                                    |

### 2019年
| 日期               | 電視台    | 節目名稱                | 集數      | 備註                                            |
| 5月3日-7月19日     | Mnet      | 《PRODUCE X 101》       | E01-E12   | 歌唱導師                                        |
| 5月3日-7月19日     | Mnet      | 《黃金漁場 Radio Star》 | E643      | 我的歌曲特輯 與白智英、宣美、宋有彬             |
| 9月22-12月22日     | MBC       | 《蒙面歌王》            | E221~E234 | 我的故鄉是漫畫屋～漫撕男 111代到116代六連霸歌王 |
| 10月17日、10月24日 | Oliver TV | 《偶像社交餐廳》        | E01-E02   | 主持                                            |

### 2020年
| 日期                              | 電視台 | 節目名稱                   | 集數         | 備註                                                   |
| 1月6日                            | KBS2   | 《屋塔房的問題兒童們》     | E59          | 音樂劇《笑面人》宣傳                                   |
| 1月26日、2月2日                   | MBC    | 《蒙面歌王》               | E239 - E240  | 新年特輯 評審團出演                                    |
| 2月28日、3月6日、3月13日、3月27日 | Mnet   | 《我心中的抒情曲》         | E02-E04，E06 | 導師出演                                               |
| 3月14日                           | MBC    | 《不朽的名曲：傳說在歌唱》 | E446         | 抒情曲的皇帝 申昇勳 演唱申昇勳 I Believe，得到最終優勝 |
| 3月22日、3月29日                  | MBC    | 《蒙面歌王》               | E247 - E248  | 21人評審團出演                                         |
| 6月13日至今                       | SBS    | 《朴張約會所》             | EP01-        | 固定出演                                               |
| 7月30日                           | KBS    | 《柳喜烈的寫生簿》         | EP502        |                                                        |

### 2021年
| 日期             | 電視台    | 節目名稱                  | 集數       | 備註                                                         |
| 1月5日、1月12日  | MBN       | 《Miss Back》             | EP13、14   | 特別導師出演，節目中和白智榮合唱                             |
| 3月27日、4月27日 | MBC       | 《閒著幹嘛呢》            | EP86、EP88 | SG Wannabe整體出演                                           |
| 3月31日- 至今    | MBC       | 《Wonderful Radio》       |            | 3月31日-5月24日為代理DJ 5月31日成為正式DJ 當日嘉賓SG Wannabe |
| 4月1日           | TV CHOSUN | 《愛的呼叫中心》          | E49        | 與鄭世雲、黃致列、羅允權 尹衡烈、新星                        |
| 5月21日          | Naver Now | 《成始璄的With My Heart》 |            | 嘉賓                                                         |
| 5月23日          | SBS       | 《Tikita CAR》            | EP08       | 和金蓮子共同出演                                             |
| 5月26日          | MBC       | 《黃金漁場 Radio Star》   | EP732      | 被你的聲音吸引特輯 與成始璄、李錦姬、Ｓ福萬                  |
| 7月17日          | MBC       | 《閒著幹嘛呢》            | EP101      | SG Wannabe整體出演                                           |
| 7月28日          | tvN       | 《劉QUIZ ON THE BLOCK》   | EP117      | SG Wannabe整體出演                                           |
| 8月9日-16日      | tvN       | 《牛島酒店》              | EP05、06   |                                                              |
| 8月28日          | tvN       | 《驚人的星期六》          | EP175      | 和金所賢宣傳音樂劇                                           |
| 10月21日         | SBS       | 《环环相扣的老故事》      | EP01       | 嘉賓                                                         |

## 演出MV
| 年份 | 演唱者                              | 歌曲名稱                                                          |
| ---- | ----------------------------------- | ----------------------------------------------------------------- |
| 2008 | SG Wannabe                          | 啦啦啦 (라라라) Ver.2                                             |
| 2008 | SG Wannabe                          | 帥氣的離別 (멋지게 이별)                                          |
| 2010 | 李碩薰                              | 停車場 (정거장)                                                   |
| 2010 | 李碩薰                              | 愛你的十個理由 (그대를 사랑하는 10가지 이유)                      |
| 2011 | SG Wannabe                          | 只不過 (고작)                                                     |
| 2011 | Gavy NJ                             | EveryDay                                                          |
| 2012 | 李碩薰                              | 戀愛的開始 (연애의 시작)                                          |
| 2012 | 李碩薰                              | 因為喜歡 (좋으니까)                                               |
| 2012 | 成始璄、朴孝信、李碩薰 徐仁國、VIXX | 因為是聖誕節（크리스마스니까）                                    |
| 2013 | 李碩薰                              | 不是朋友而是男人 (친구 아닌 남자로)                               |
| 2016 | Various Artists                     | 我們的夜晚比你的白天更美麗 （우리의 밤은 당신의 낮보다 아름답다） |
| 2019 | 李碩薰                              | 不要愛上我 ( 사랑하지 말아요)                                     |

## 音樂劇
| 年份        | 演出作品           | 演出角色 | 演出日期                | 演出地點                   |
| ----------- | ------------------ | -------- | ----------------------- | -------------------------- |
| 2018        | 《Kinky Boots》    | 查理     | 2018.01.31 - 2018.04.30 | Blue Square Interpark Hall |
| 2018 - 2019 | 《光化門戀歌》首爾 | 月下     | 2018.11.02 - 2019.01.20 | D-cube Arts Center         |
| 2019        | 《光化門戀歌》大邱 | 月下     | 2019.01.25 - 2019.01.27 | 啟明藝術中心               |
| 2019        | 《光化門戀歌》全州 | 月下     | 2019.02.08 - 2019.02.10 | 韩國聲音文化殿堂 母樂堂    |
| 2019        | 《光化門戀歌》釜山 | 月下     | 2019.02.15 - 2019.02.17 | 釜山市民會館 大劇場        |
| 2019        | 《光化門戀歌》大田 | 月下     | 2019.03.08 - 2019.03.10 | 大田 藝術的殿堂 Art Hall   |
| 2019        | 《光化門戀歌》利川 | 月下     | 2019.03.22 - 2019.03.23 | 利川Art Hall 大公演場      |
| 2020        | 《笑面人》         | 格溫普蘭 | 2020.01.09 - 2020.03.01 | 藝術的殿堂 歌劇院劇場      |
| 2020        | 《Kinky Boots》    | 查理     | 2020.08.21 - 2020.11.01 | Blue Square Interpark Hall |

## 演唱會

### 個人公演或演唱會
| 年份 | 公演名稱                             | 演出日期                                        | 演出地點                 |
| ---- | ------------------------------------ | ----------------------------------------------- | ------------------------ |
| 2012 | 李碩薰初次單獨演唱會 《안녕》        | 2012.10.19 - 2012.10.21                         | 梨花女子大學 三星Hall    |
| 2013 | 2013 李碩薰告別演唱會《그리운 안녕》 | 2013.01.19                                      | 延世大學 大講堂          |
| 2017 | 2017 李碩薰小劇場演唱會 《쓰임》     | 2017.09.15 - 2017.09.17 2017.09.23 - 2017.09.24 | 弘大 MUV Hall            |
| 2018 | 有文化的日子 《집콘》                | 2018.03.28                                      | 世宗市 Every Sunday Cafe |
| 2018 | 溫Stage with 李碩薰                  | 2018.05.20                                      | 樂天百貨平村店文化Hall   |
| 2018 | 李碩薰年末演唱會                     | 2018.12.24                                      | 祥明藝術中心 溪堂Hall    |
| 2019 | Glad Music Fest 李碩薰 x Gavy NJ     | 2019.02.14                                      | Glad 汝矣島 Bloom Hall   |
| 2019 | 2019 李碩薰小劇場演唱會 《쓰임》     | 2019.11.15 -2019.11.17                          | 成秀ART Hall             |

## 出版書籍
| 年份 | 書名                | 備註               |
| ---- | ------------------- | ------------------ |
| 2012 | 그대로 꿈 그래도 쉼 | ISBN 9788993225631 |
| 2012 | 그대로 꿈 그래도 쉼 | 李碩薰的旅行散文集 |

## 外部連結
- NAVER搜索 （页面存档备份，存于）
- YOUTUBE：李碩薰
- INSTAGRAM：李碩薰 （页面存档备份，存于）